# Broom (Bedfordshire)
Broom – wieś w Anglii, w hrabstwie ceremonialnym Bedfordshire, w dystrykcie (unitary authority) Central Bedfordshire. Leży 14 km na południowy wschód od centrum miasta Bedford i 64 km na północ od centrum Londynu. Miejscowość liczy 800 mieszkańców.